# Acevedo (métro de Medellín)
Pour les articles homonymes, voir Acevedo.
Acevedo est une station de métro et de télécabine à Medellín, en Colombie. Elle est située le long de la ligne A du métro de Medellín et de la ligne K du Metrocable.